# اتحاد وندرموند

اتحاد واندرموند، در ریاضیات یک اتحاد ترکیبیاتی است که نشان می دهد در صورتی که m,n,r اعداد صحیح نامنفی بوده و r کوچکتر مساوی از m و n باشد، آنگاه:  

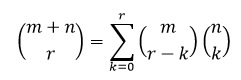

این قضیه در قرن هجدهم توسط ریاضی‌دان الکساندر-توفیل وندرموند کشف شد و به همین دلیل، اتحاد واندرموند نامیده می‌شود.

## اثبات ترکیبیاتی
فرض کنید m عنصر در یک مجموعه و n عنصر در مجموعه دوم وجود داشته باشد. آنگاه تعداد روش‌هایی که می‌توان r عنصر را از اجتماع این مجموعه‌ها انتخاب کرد، برابر است با

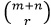

روش دیگر برای انتخاب r عنصر از اجتماع این مجموعه‌ها این است که k عنصر از مجموعه اول و r-k عنصر از مجموعه دوم برداشته شود که k یک عدد صحیح ۰≤k≤r است. با استفاده از اصل ضرب، این کار را می‌توان به  

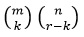

حالت انجام داد. بنابراین این تعداد روش‌های انتخاب r عنصر از اجتماع، همچنین برابر است با 

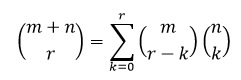

که این تساوی اتحاد واندرموند را ثابت می‌کند. 

## نتایج
اگر n یک عدد صحیح نامنفی باشد، آنگاه 

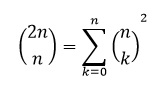

نتیجه بالا شکلی از اتحاد واندرموند با n=r=m است.

### اثبات
از اتحاد واندموند با n=r=m استفاده میکنیم. نتیجه می‌شود: 

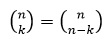

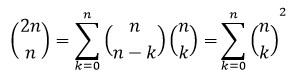

تساوی آخر با استفاده از رابطه 
 به دست آمده‌است.